# Rognage (vigne)
Pour les articles homonymes, voir Rognage.

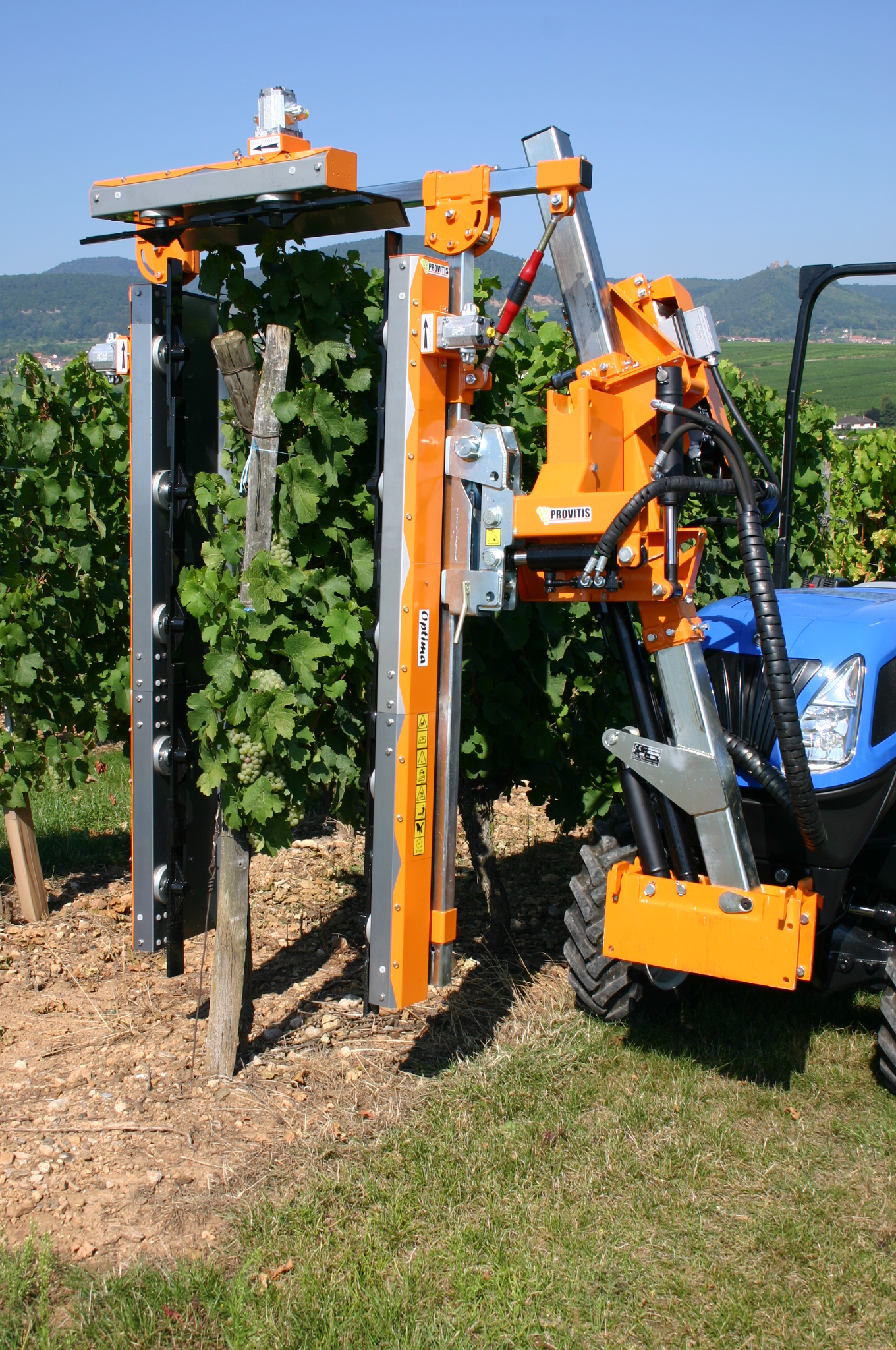
Rogneuse 1 rang complet

Le rognage est une opération de travail à la vigne qui consiste à couper l’extrémité des rameaux.

## Description
Le rognage permet l'élimination de la partie supérieure des rameaux dans le but :
- De faciliter le passage des enjambeurs (traitements...)[1].
- D'améliorer l'ensoleillement et l'aération des grappes en réduisant l'ombre portée d'un rang à l'autre[1].
- De supprimer les organes jeunes (bout de rameaux), plus sensibles au développement des maladies (mildiou, oidium...)[1].
- De maintenir le port dressé des rameaux en réduisant leur longueur avant qu'ils ne soient retombants[1].

Le rognage est réalisé après le relevage au moment du palissage, c'est-à-dire environ fin juin ou début juillet suivant l'avancement de la croissance végétative de la vigne. Leur nombre varie selon la vigueur de la vigne, du cépage, des conditions climatiques de l'année (de trois à cinq en général). Un rognage sur les côtés des rangs est effectué à la cisaille quelques semaines avant la récolte.
Lorsque l’apex de la vigne est supprimé, cela déclenche la pousse des entrecœurs.

## Outils

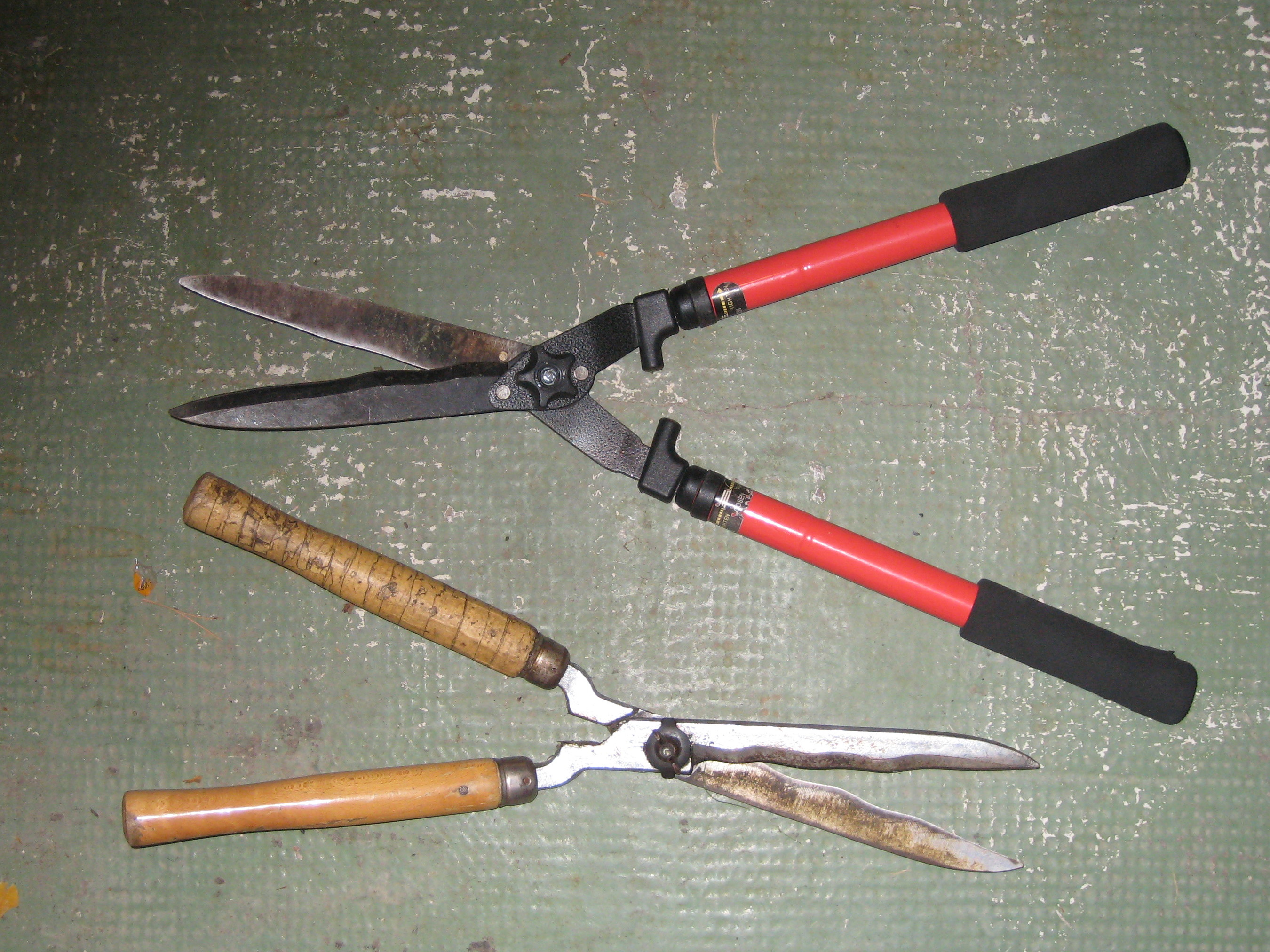
Cisailles pour le rognage

Ce rognage s'effectue soit manuellement avec une cisaille, soit par l'intermédiaire d'une rogneuse montée sur un enjambeur ou un petit chenillard. Cette dernière méthode est la plus pratiquée, les cisailles sont souvent utilisées pour les parcelles de vignes difficiles ou dangereuses d'accès en tracteur, ou pour les finitions de rognage en bout de rang par exemple.